# Лохланн (лорд Галлоуэя)
Ло́хланн (Лахлан) (умер 12 декабря 1200) — лорд Галлоуэя (1185—1200), сын Утреда (ум. 1174), лорда Восточного Галлоуэя (1161—1174), и Гунхильды Данбарской. Также известен под французским именем «Роланд».

## Биография
Отец Лохланна Утред был захвачен в плен и убит по приказу своего брата Гилле Бригте (ум. 1185).
В 1185 году после смерти своего дяди Гилле Бригте Лохланн начал борьбу за отцовское наследство. Вначале он одержал победу над сторонниками покойного Гилле Бригте. Претензии Лохланна на Галлоуэй вызвали гнев английского короля Генриха II Плантагенета (1154—1189). При английском дворе в качестве заложника находился Доннхад, один из сыновей покойного Гилле Бригте. По требованию английского короля шотландский король Вильгельм Лев (1165—1214) посетил Южную Англию, где на встрече с Генрихом II отказался от поддержки Лохланна. Тем не менее, Вильгельм Лев и Лохланн были друзьями и союзниками. Последний, пользовавшийся поддержкой большинства населения Галлоуэя, утвердился в наследственном домене. В качестве компенсации Доннхад (ум. 1250) получил во владение графство Каррик.
Лохланн, лорд Галлоуэя, был вассалом Вильгельма Льва и носил звание констебля короля Шотландии. Во главе трёхтысячной шотландской армии Лохланн предпринял поход на север в Морей против Домналла Мак Уильяма, который объявил себя внуком короля Дункана II и претендовал на шотландскую корону. В 1187 году в битве при Мам Гарвии (вероятно, около Дингуолла) лорд Лохланн разгромил войско самозванца. Домналл Мак Уильям погиб в этой битве, а его голова была отправлена к королю Вильгельму в Инвернесс.
Лохланн, в отличие от своего дяди Гилле Бригте, приветствовал французскую и английскую колонизацию в его восточных владениях. В этом он следовал политике своего сюзерена, короля Вильгельма Льва.
В 1200 году Лохланн сопровождал Вильгельма Льва во время его поездки в Англию для принесения ленной присяги на верность новому английскому королю Иоанну Безземельному (1199—1216). Лохланн воспользовался этой поездкой, чтобы начать судебное разбирательство в Нортгемптоне в отношении имущественных прав своей жены Елены, дочери и наследницы Ричарда де Морвилля (ум. 1189), англо-нормандского лорда Каннингема и Лодердейла. Именно в Нортгемптоне Лохланн и скончался в декабре 1200 года.

## Семья
От брака с Еленой де Морвилль (ум. 1217) у Лохланна было пятеро детей, четверо из которых достигли совершеннолетия:
- Алан (ум. 1234), лорд Галлоуэя (1200—1234)
- Томас (ум. 1231), граф Атолл по праву жены
- Ада, муж — Уолтер Биссет д’Абойн
- Дерворгила, муж — Николас Стутевилл.